# 上砂川町

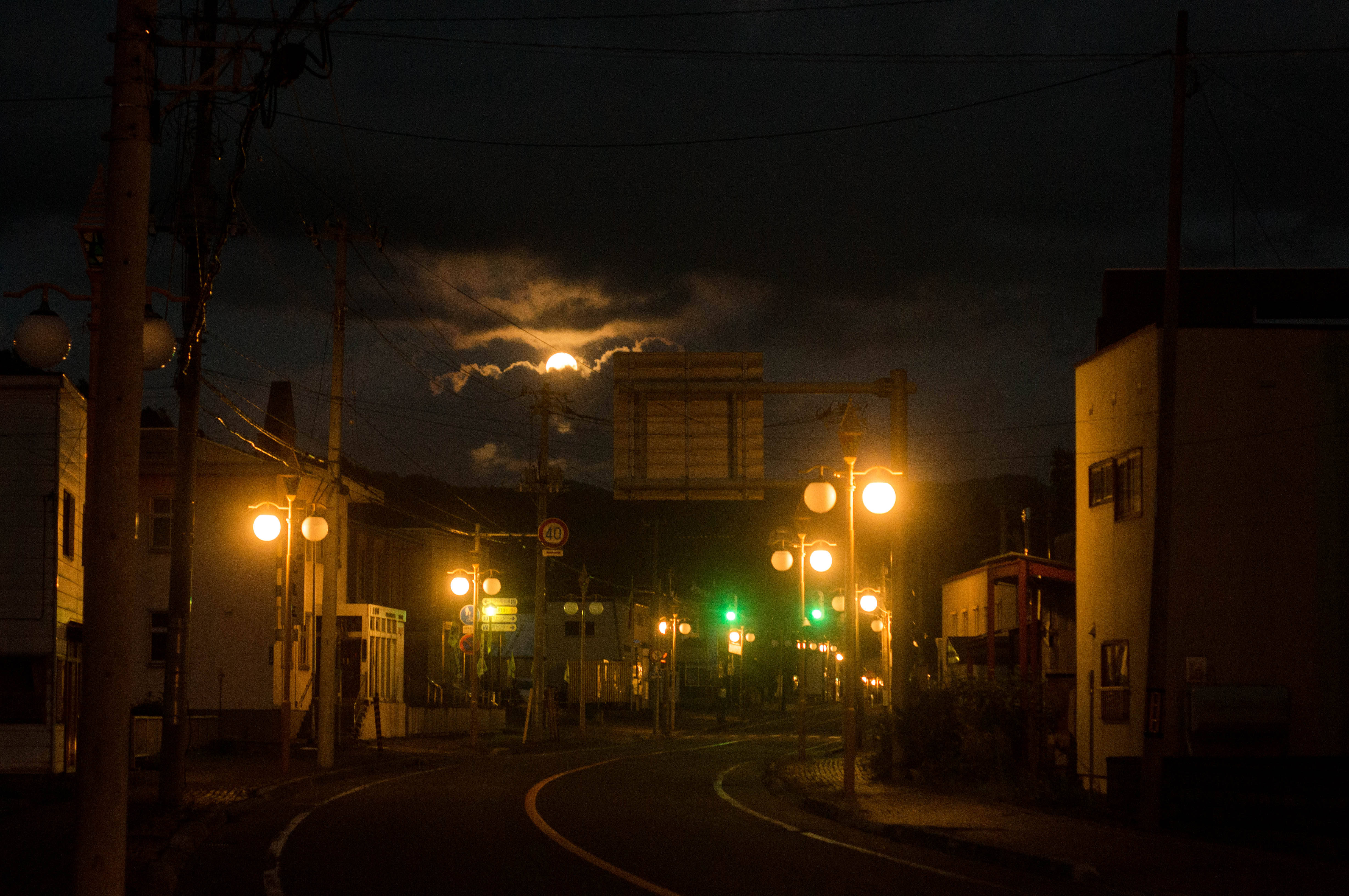
上砂川市街地

上砂川町（かみすながわちょう）は、北海道の空知郡に属する町。上砂川炭田があり、かつて産炭地として他の空知炭田群とともに日本の資本主義経済を支えた。道内の自治体としては、椴法華村の函館市編入以降、道内で最小の面積の自治体となっている。

## 町名の由来
上砂川町は旧砂川町（上砂川町の分離後に市町村合併により砂川市）を母町として誕生した町で、同町よりパンケウタシナイ川の上流にあたることから「上砂川」と命名された。尚、砂川の由来については砂川市を参照のこと。

## 地理
北海道空知総合振興局管内のほぼ中央に位置し、東部は重畳たる夕張山脈が南北に走る。辺毛山に源を発し、西流して石狩川にそそぐパンケウタシナイ川が町の北部を貫流して大きな沢をつくっている。市街地はその沢沿いに展開し、その他は山岳・森林地帯である。
- 山:御料山（上砂川岳）妹ヶ瀬山、辺毛山
- 河川: パンケウタシナイ川、西山沢川、鍋の沢、奈江沢川

### 隣接している自治体
- 空知総合振興局
  - 砂川市
  - 歌志内市
  - 芦別市
  - 空知郡：奈井江町

## 歴史

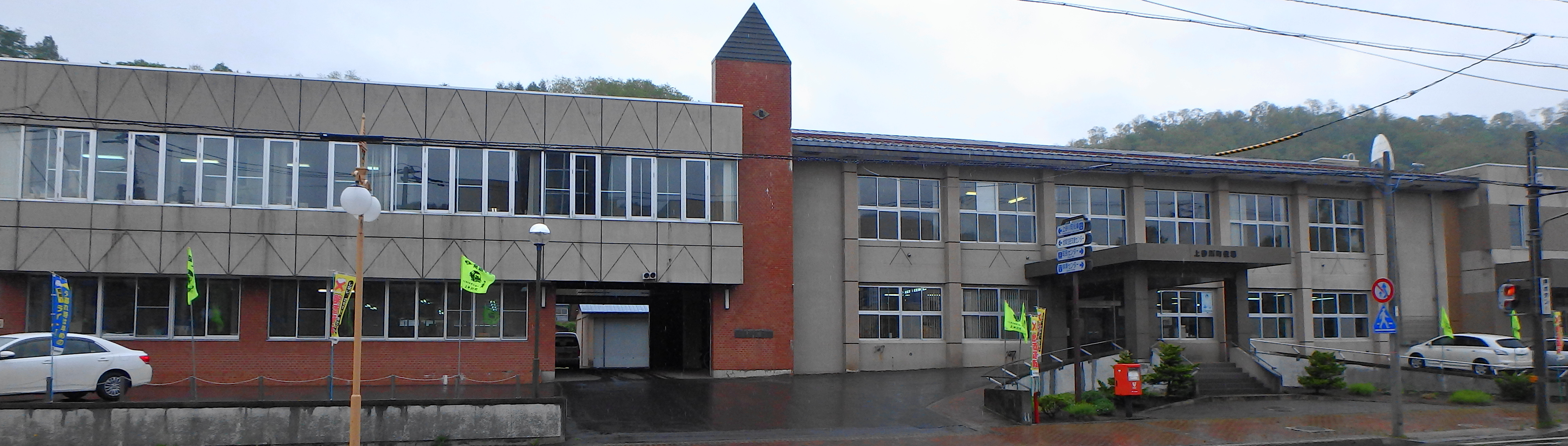
旧上砂川町役場（2016年）

- 1887年（明治20年） - パンケウタシナイ川（下歌志内川）上流に上砂川炭田発見される。
- 1895年（明治28年） - 奈江村戸長役場が設置される。
- 1897年（明治30年）
  - 5月 -  福井県坂井郡鶉村出身山内甚之助他8名入植（現上砂川町鶉地区）＜上砂川開基＞[3]。
  - 7月 - 奈江村、一部を歌志内村（現在の歌志内市・赤平市・芦別市と上砂川町の一部）として分離する[3]。
- 1898年（明治31年） - この年から、三井鉱山合名会社が上砂川及び奈井江の炭調開始[3]。
- 1902年（明治35年） - 二級町村制施行により奈江村が成立する。
- 1903年（明治36年） - 奈江村を砂川村（現在の砂川市と上砂川町の大半）と改称する。三井鉱山、三井砂川鉱業所開山。
- 1906年（明治39年） - 二級町村制施行により歌志内村が成立する。
- 1907年（明治40年） - 砂川村が一級町村制を施行する。
- 1914年（大正3年） - 三井鉱山が、この地での事業開始[4]。
- 1918年（大正7年）11月 - 砂川─上砂川間に三井専用鉄道が開通。駅名が「上砂川」となりこの地区名称となる[3]。
- 1919年（大正8年） - 歌志内村が一級町村制を施行する。
- 1923年（大正12年） - 砂川村が町制を施行して砂川町となる。
- 1936年（昭和11年）1月14日 - 三井上砂川炭鉱南鉱第一斜坑付近でガス爆発事故。死者20人、生死不明1人、重軽傷者18人[5]。
- 1940年（昭和15年） - 歌志内村が町制を施行して歌志内町となる。
- 1947年（昭和22年）2月19日 - 三井鉱山砂川鉱業所内で坑内火災。死者11人[6]。
- 1949年（昭和24年）1月1日 - 砂川町と歌志内町から上砂川町が分立する（砂川町から上砂川、上砂川町、東奈井江の一部、鶉の一部。歌志内町から西山の一部、文珠の一部）。
- 1970年（昭和45年）12月 - 国民保養センター「上砂川岳温泉」開業[3]。
- 1971年（昭和46年）12月 - 上砂川岳国際スキー場開業[3]。
- 1987年（昭和62年） - 三井砂川鉱業所、閉山。
- 1994年（平成6年）5月 - JR函館本線上砂川支線、全線廃止。
- 2008年（平成20年） - 2007年度シーズンを最後に上砂川岳国際スキー場休業[7]、そのまま廃止。
- 2021年（令和3年）5月6日 - 上砂川町役場新庁舎供用開始[8]。

## 人口
| |                                          |  |
| 上砂川町と全国の年齢別人口分布（2005年） | 上砂川町の年齢・男女別人口分布（2005年） |  |
| ■紫色 ― 上砂川町 ■緑色 ― 日本全国 | ■青色 ― 男性 ■赤色 ― 女性                |  |
| 上砂川町（に相当する地域）の人口の推移 \| 1970年（昭和45年） \| 15,718人 \| \| \| 1975年（昭和50年） \| 12,618人 \| \| \| 1980年（昭和55年） \| 10,790人 \| \| \| 1985年（昭和60年） \| 9,459人 \| \| \| 1990年（平成2年） \| 6,440人 \| \| \| 1995年（平成7年） \| 5,852人 \| \| \| 2000年（平成12年） \| 5,171人 \| \| \| 2005年（平成17年） \| 4,770人 \| \| \| 2010年（平成22年） \| 4,094人 \| \| \| 2015年（平成27年） \| 3,479人 \| \| \| 2020年（令和2年） \| 2,841人 \| \| |                                          |  |
| 総務省統計局 国勢調査より |                                          |  |
| 1970年（昭和45年） | 15,718人                                 |  |
| 1975年（昭和50年） | 12,618人                                 |  |
| 1980年（昭和55年） | 10,790人                                 |  |
| 1985年（昭和60年） | 9,459人                                  |  |
| 1990年（平成2年） | 6,440人                                  |  |
| 1995年（平成7年） | 5,852人                                  |  |
| 2000年（平成12年） | 5,171人                                  |  |
| 2005年（平成17年） | 4,770人                                  |  |
| 2010年（平成22年） | 4,094人                                  |  |
| 2015年（平成27年） | 3,479人                                  |  |
| 2020年（令和2年） | 2,841人                                  |  |

### 消滅集落
2015年国勢調査によれば、以下の集落は調査時点で人口0人の消滅集落となっている。
- 上砂川町 - 字東奈井江

## 財政

### 平成22年度決算による財政状況
- 住基人口 3,913人
- 標準財政規模 18億4,236万4千円
- 財政力指数 0.12 （類似団体平均0.25） - 非常に悪い
- 経常収支比率 81.0% (類似団体平均81.1%） - ほぼ平均であるが、財政の弾力性は高まっている
- 実質収支比率 2.9%(類似団体平均8.3%）
- 実質単年度収支 3億8,568万6千円 - 標準財政規模の20.9%の黒字額
- 地方債現在高 35億2,708万3千円（人口1人当たり90万1,376円）
- 普通会計歳入合計 33億2,455万3千円
  - 地方税 1億7,148万4千円（構成比 5.2%）
  - 地方交付税 17億1,757万1千円（構成比 51.7%） - 歳入の50%以上を交付税に依存
  - 地方債 2億6,078万7千円（構成比 7.8%）
- 普通会計歳出合計 32億6,526万4千円
  - 人件費 6億3,129万1千円（構成比 19.3%）
    - うち職員給 3億9,119万9千円（構成比 12.0%）

  - 扶助費 2億3,855万8千円（構成比 7.3%）
  - 公債費 4億4,093万3千円（構成比 13.5%）

基金の状況
- 1 財政調整基金 13億4,897万7千円
- 2 減債基金 2億5,914万6千円
- 3 その他特定目的基金 4,692万9千円
合計 16億5,505万2千円（人口1人当たり42万2,962円）

定員管理の適正度（平成22年度）
- 人口1,000人当たり職員数 18.14人（類似団体平均23.79人） - 平均以下の職員数である：類似団体平均の0.8倍
- 一般職員55人 （うち技能系労務職2人）、教育公務員0人、消防職員15人、臨時職員1人 一般職員等合計 71人
- ラスパイレス指数 86.8 （道内市町村平均96.6） - 財政健全化のため職員人件費削減にも取り組んでいる（全国で32番目に低い。北海道で5番目に低い。）
- 参考 
  - 一般職員等（71人）一人当たり給料月額 31万3,100円 （職員手当を含まない）
  - 職員給（給料＋手当）÷一般職員等（71人）＝551万円 - 給料月額の17.6か月分

### 健全化判断比率・資金不足比率（平成23年度決算 - 確報値）
健全化判断比率
- 実質赤字比率 －%（黒字のため比率が算定されず）
- 連結実質赤字比率 －%（黒字のため比率が算定されず）
- 実質公債費比率 11.6%
- 将来負担比率 49.5%

資金不足比率
- （全公営企業会計で資金不足額がなく、比率が算定されず）

## 経済

### 産業
- 炭鉱閉山後誘致した企業が操業中である。主要産業は、製造業・サービス業・建設業。名産品はしいたけ。

### 立地企業
- マイクログラス - 医療用マイクログラス・医療用替刃[10]
- ジャパンアグリテック - 菌床椎茸栽培[10]
- 共栄フード - パン粉[10]
- 上砂川バイオ - 椎茸人工ほだ木製造、菌床椎茸栽培[11]
- 京都セミコンダクター - 発光ダイオード[11]
- エスエス進和商事 - 融雪剤[11]
- 岩淵建設 - :建設業[11]
- 上砂川ファーム - 菌床椎茸栽培[12]
- スフェラーパワー - 球状太陽電池[12]

### 金融機関
- 北門信用金庫上砂川支店

### 郵便局
- 上砂川郵便局

※ 集配業務は砂川郵便局が担当
- 上砂川鶉郵便局
- 上砂川炭山郵便局

### 宅配便
- ヤマト運輸 : 千歳主管支店美唄センター（美唄市）
- 佐川急便 : 滝川営業所（滝川市）
- 日本通運 : 滝川支店（滝川市）

## 行政

### 歴代町長
| 代 | 町長名     | 任期                                          | 任期数 |
| -- | ---------- | --------------------------------------------- | ------ |
| 初 | 岡田六三四 | 1949年（昭和24年）2月 - 1965年（昭和40年）2月 | 4      |
| 2  | 中野與作   | 1965年（昭和40年）2月 - 1977年（昭和52年）2月 | 3      |
| 3  | 長谷山英夫 | 1977年（昭和52年）2月 - 1989年（平成元年）2月 | 3      |
| 4  | 三上賢一   | 1989年（平成元年）2月 - 2001年（平成13年）2月 | 3      |
| 5  | 吉田忠夫   | 2001年（平成13年）2月 - 2006年（平成18年）3月 | 2      |
| 6  | 加賀谷政清 | 2006年（平成18年）4月 - 2010年（平成22年）4月 | 1      |
| 7  | 貝田喜雄   | 2010年（平成22年）4月 - 2014年（平成26年）4月 | 1      |
| 8  | 奥山光一   | 2014年（平成26年）4月 - 在任中                | 2      |

### 町議会
- 議員定数 - 9名

## 公共機関

### 警察
- 滝川警察署
  - 上砂川駐在所
  - 下鶉駐在所

### 消防
- 砂川地区広域消防組合
  - 上砂川支署

## 姉妹都市・提携都市

### 海外
- スパーウッド（カナダ・ブリティッシュコロンビア州）
  - 1980年（昭和55年）9月23日提携

## 地域

### 教育
中学校
- 上砂川町立上砂川中学校

小学校
- 上砂川町立中央小学校

## 交通

### 鉄道
町内を鉄道路線は通っていない。鉄道を利用する場合の最寄り駅は、JR北海道函館本線砂川駅。

#### 廃止された鉄道
- かつては函館本線上砂川支線（通称・上砂川線）が通り、町内に下鶉駅、鶉駅、東鶉駅、上砂川駅が存在したが、1994年に廃止されている。

同線の終点であった上砂川駅の駅舎は移転の上、保存されている。

### バス
- 北海道中央バス（滝川営業所）[13] - 砂川市・滝川市方面、歌志内市・赤平市方面

### タクシー
- 芦別圏エリアの管轄

### 道路
- 高速道路
  - なし
- 一般国道
  - なし
- 都道府県道
  - 北海道道114号赤平奈井江線
  - 北海道道115号芦別砂川線

## 名所・旧跡・観光スポット・祭事・催事

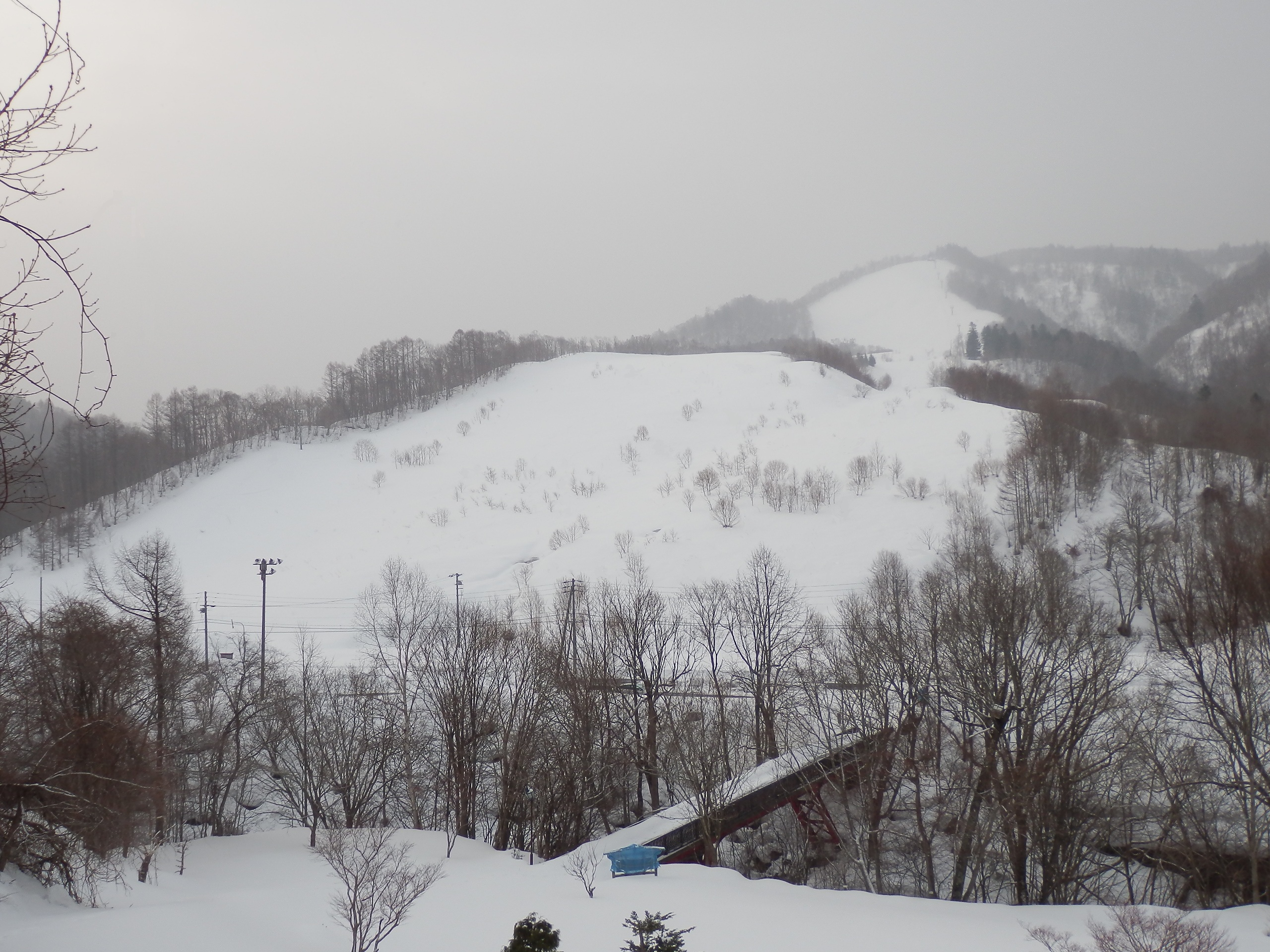
上砂川国際スキー場（現在廃止）

- かみすながわ炭鉱館・無重力科学館
- 上砂川岳温泉「パンケの湯」
- 日本庭園
- 悲別駅

## 上砂川町の「世界一」

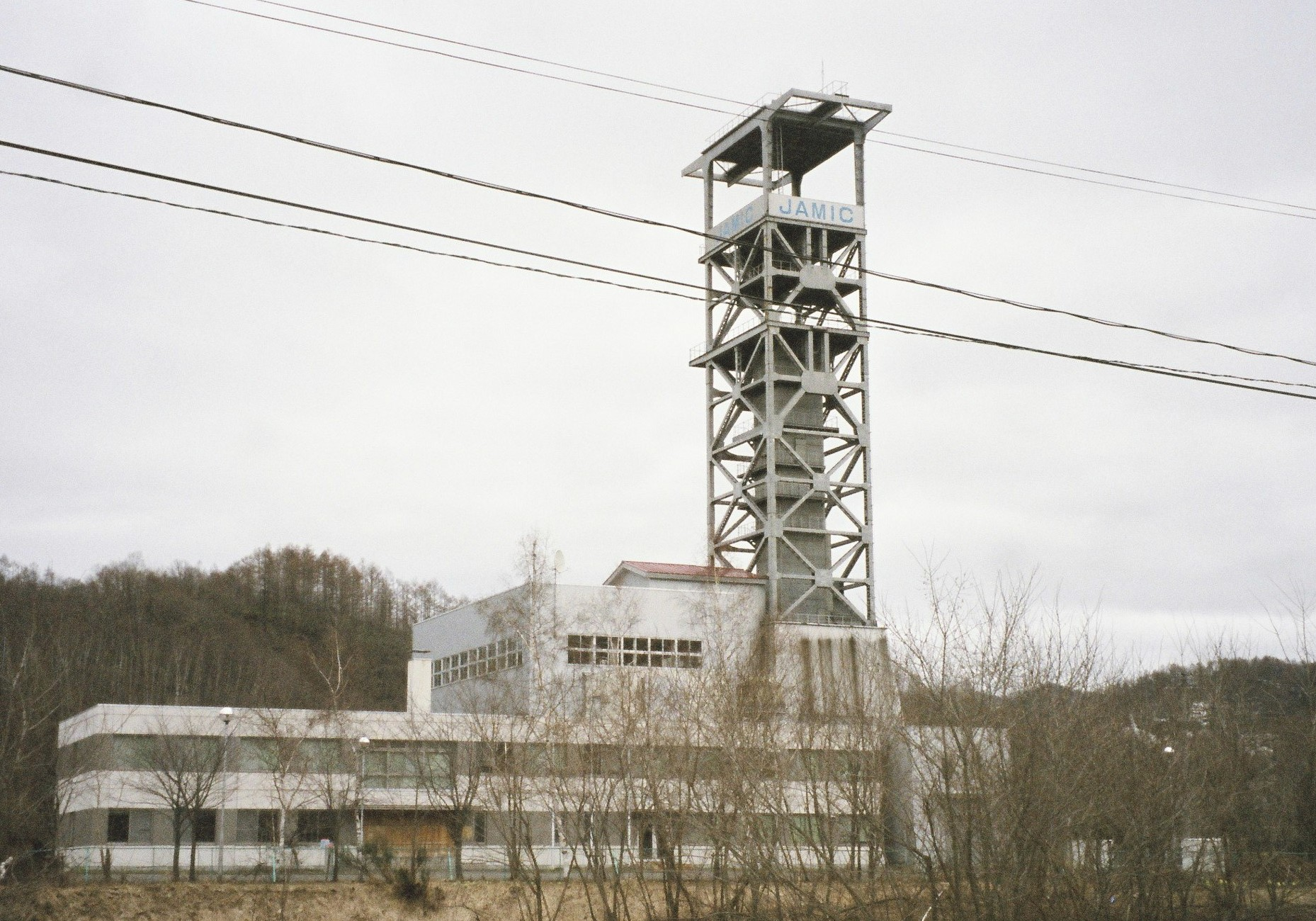
地下無重力実験施設JAMIC（2006年5月）

- 無重力実験施設JAMIC（1989年（平成元年） - 2003年（平成15年））：地上における微小重力環境創出装置。10秒間の保持は世界一（当時）

## ロケ地
- 昨日、悲別で : テレビドラマ（倉本聰演出）のロケ地として有名になった。
- 北の国から : テレビドラマ（設定・「上砂川市」のモデル）
- 駅STATION : 映画

## 出身者
- 千秋実  （俳優）
- 重兼芳子  （作家）
- 渡辺淳一 （作家）
- 山岸凉子 （漫画家）
- あさりよしとお  （漫画家）
- 秋野豊明 （医学者）